# Dinara Uzbekova
Dinara Uzbekova (în rusă Динара Галиевна Узбекова; n. 22 august 1933, Tatarstan) a fost un farmacolog ruș, doctor habilitat în științe medicale, profesor al Universității Medicale de Stat din Reazan.
Ea a absolvit Institutul de Stat de Medicină din Reazan în 1957. 